# كنثور الشوك
كنثور الشوك (الاسم العلمي: Agapanthia cardui)، حشرة واشعة خاضلة تتبع فصيلة القرنبيات وفُصيلة خنافس طويلة القرون مسطحة الوجه.